# 환일의 요하네 -SUNSHINE in the MIRROR-
《환일의 요하네 -SUNSHINE in the MIRROR-(일본어: 幻日のヨハネ -SUNSHINE in the MIRROR-)》은 일본의 아이돌 프로젝트 러브 라이브!의 제2작인 러브 라이브! 선샤인!!의 스핀오브 작품이다.